# Room Service
Room Service (deutscher Alternativtitel: Die Marx Brothers – Zimmerdienst) war der achte Film mit den Marx Brothers Groucho, Chico und Harpo Marx. Gedreht und veröffentlicht wurde er im Jahr 1938.

## Handlung
Gordon Miller, ein pleite gegangener Theaterproduzent, zu dessen Mitarbeitern Harry Binelli und Faker Englund gehören, wird von seinem Schwager Joseph Gribble, dem Manager des White Way Hotels, darauf hingewiesen, dass er und seine zweiundzwanzig Schauspieler, die eine Rechnung von 1.200 Dollar angehäuft haben, das Hotel sofort verlassen müssen oder den Zorn des leitenden Regisseurs Gregory Wagner zu spüren bekommen. Miller hat die Besetzung und die Crew seines Stücks "Hail and Farewell" in dem leeren Ballsaal des Hotels versteckt. Miller plant, das Hotel zu verlassen, ohne die Rechnung zu bezahlen, als er die Nachricht erhält, dass eine seiner Schauspielerinnen, Christine Marlowe, einen Geldgeber gefunden hat. Miller muss sein Zimmer und die Besetzung und Crew versteckt halten, bis er sich mit dem Geldgeber treffen und einen Scheck erhalten kann.
Zur gleichen Zeit entdeckt Wagner die Schulden von Miller. Gribble versichert ihm, Miller habe sich aus dem Staub gemacht, ohne seine Rechnung zu bezahlen. Wagner ist überrascht, Miller immer noch in seinem Zimmer vorzufinden, zu dem sich nun auch der Autor des Stücks, Leo Davis, gesellt, der in der Stadt angekommen ist und in Millers Zimmer eingecheckt hat.
Als Wagner droht, Miller zu vertreiben, bevor der Geldgeber eintrifft, überreden Miller und Binelli Davis, sich krank zu stellen. Um an Essen zu kommen, verspricht Miller der Kellnerin Sasha Smirnoff eine Rolle in dem Stück. Als Davis geht, um sich mit seiner Freundin Hilda Manney zu treffen, übernimmt Englund die Rolle des kranken Patienten, der von einem Arzt untersucht wird, den Mr. Wagner mitgebracht hat. Wagner geht, um sich der Menge im Ballsaal zu stellen, während der Arzt den Patienten untersucht. Um zu verhindern, dass der Arzt Wagner seinen Bericht vorlegt, fesseln und knebeln ihn Binelli und Miller und sperren ihn ins Badezimmer. Der Agent von Zachary Fisk, dem reichen Geldgeber, kommt, um den Scheck zu unterschreiben, der Arzt bricht im Bad aus, und der Agent wird versehentlich am Kopf getroffen, als Englund einen fliegenden Truthahn mit einem Baseballschläger herumjagt. Der Agent will nur dem Wahnsinn entkommen, unterschreibt aber widerwillig den Scheck und geht.
Davis kehrt zurück und sagt, er habe den Agenten sagen hören, er werde die Zahlung des Schecks stoppen, und habe ihn nur unterschrieben, um aus dem Raum zu kommen. Wagner glaubt, dass alles in Ordnung ist, und versetzt die Jungs in ein schickeres Zimmer und gibt ihnen mehr Kredit. Später, als das Stück kurz vor der Premiere steht und der Scheck von Fisk platzt, manipulieren Miller, Binelli und Englund Wagner in dem Glauben, er habe den Autor des Stücks dazu gebracht, Gift zu nehmen. Sie geben vor, Davis große Mengen Ipecac zu geben (das in Wirklichkeit von Englund getrunken wird), und er gibt schließlich vor, zu sterben. Dann verschwindet Englund und taucht wieder auf, indem er vorgibt, Selbstmord begangen zu haben. Wagner lässt sich bluffen und glaubt, dass alles seine Schuld ist und hilft, die "Leiche" in die Gasse zu bringen. Als Miller und Wagner Englund auf eine Kiste stützen, fragt ein vorbeikommender Polizist, was los sei. Miller blufft sich aus der Situation heraus, so dass er und Wagner fliehen und Englund "schlafend" zurücklassen. Sie sehen sich das Ende des Stücks an, eine Szene, in der die Bergleute eine Leiche aus dem Bergwerk bringen. Die Leiche auf der Bahre ist die von Englund. Wagner erkennt, dass er getäuscht wurde, als das Stück mit donnerndem Applaus begrüßt wird und ein wiederbelebter Davis neben Wagner erscheint, was diesen in Ohnmacht fallen lässt.

## Kritik
Das Lexikon des internationalen Films urteilte, Room Service sei ein „untypischer Marx-Brothers-Film, der für sich genommen durchaus unterhaltsam“ sei. Allerdings komme er „nicht recht von der Bühnenvorlage“ los und „falle gegen die anderen Filme der Komiker deutlich ab“.

## Bemerkungen
Zimmerdienst ist ein ungewöhnlicher Film der Marx Brothers, da er keine Musikeinlagen enthält. Zudem handelt es sich um den einzigen Film, den sie für RKO drehten, und dies, obwohl sie zu diesem Zeitpunkt noch bei MGM unter Vertrag standen. Eine weitere Besonderheit: Es ist der einzige Film, der nicht speziell für sie geschrieben wurde, sondern auf einem Bühnenstück von Allen Boretz und John Murray basiert, das 1937 am Broadway uraufgeführt wurde.